# Leptogenys elongata
Leptogenys elongata é uma espécie de formiga do gênero Leptogenys, pertencente à subfamília Ponerinae.